# Vříšť
Vříšť (německy Wriescht) je malá vesnice, část městyse Sněžné v okrese Žďár nad Sázavou. Nachází se asi 1,5 km na jihovýchod od Sněžného. V roce 2009 zde bylo evidováno 30 adres. V roce 2001 zde trvale žilo 41 obyvatel.
Vříšť je také název katastrálního území o rozloze 0,81 km2.

## Název
Základem jména bylo staré obecné břieštie, hromadné podstatné jméno (typu listí) odvozené od břěst - "jilm", takže jméno označovalo vesnici v jilmovém porostu. Na počátku jména došlo k ne neobvyklé záměně hlásek b/v.

## Historie
Kdy byla obec Vříšť založena nelze přesně určit. Už v roce 1368 je zmiňována říčka Vříšť. Dnes se jedná o Fryšávku, která pramení nedaleko obce Fryšava a v Jimramově se vlévá do Svratky. Kolem roku 1559 nechali páni z Pernštejna na této říčce (poblíž tehdejšího Německého, dnes Sněžného) postavit jednu z nejstarších skláren na novoměstsku. V roce 1651 byl majitelem novoměstského panství Františkem Maxmiliánem Kratzerem ze Schönsberka postaven jeden ze tří hamrů (hamry ve Vříšti, Líšné a Křižánkách) na zpracování železa z kadovských železáren. V té době si také dělníci pracující pro sklárnu a hamry vystavěli v okolí domky. První písemná zmínka o obci Vříšť, pojmenované podle říčky, na jejíž březích ležela, pochází až z roku 1666 a po celou dobu patřila do novoměstského panství. V době největšího rozkvětu se obec stala správním centrem oblasti kolem kadovských železáren. V obci bylo vytvořeno sídlo šichtmisterského úřadu (obdoba dnešního báňského úřadu). V roce 1960 se obec stala součástí Sněžného, pod nějž patří dodnes.

## Sklárna
Vříšťská sklárna, jejíž počátky sahají až do roku 1559, zanikla kolem roku 1738. Podle názoru sklářských odborníků pochází právě z vříšťské sklárny nejstarší dochovaná sklenice z této oblasti, tzv. pernštejnský vítací pohár, který dnes můžeme vidět na hradě Buchlově a jehož vznik byl datován k roku 1582. Pohár je vyroben ze zahnědlého skla a ozdoben znakem Vratislava z Pernštejna a jeho manželky.

## Galerie

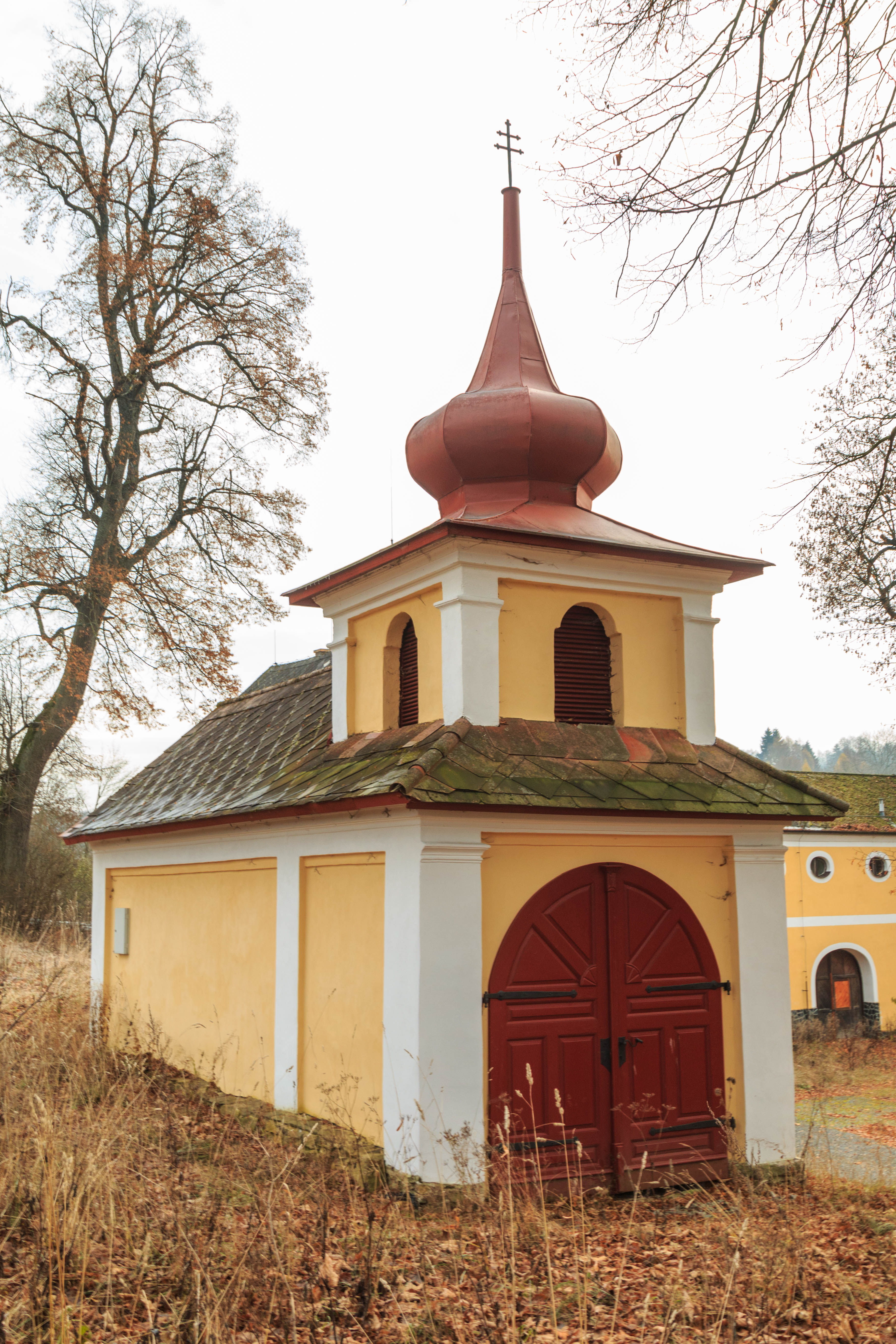
Vříšť - kaple
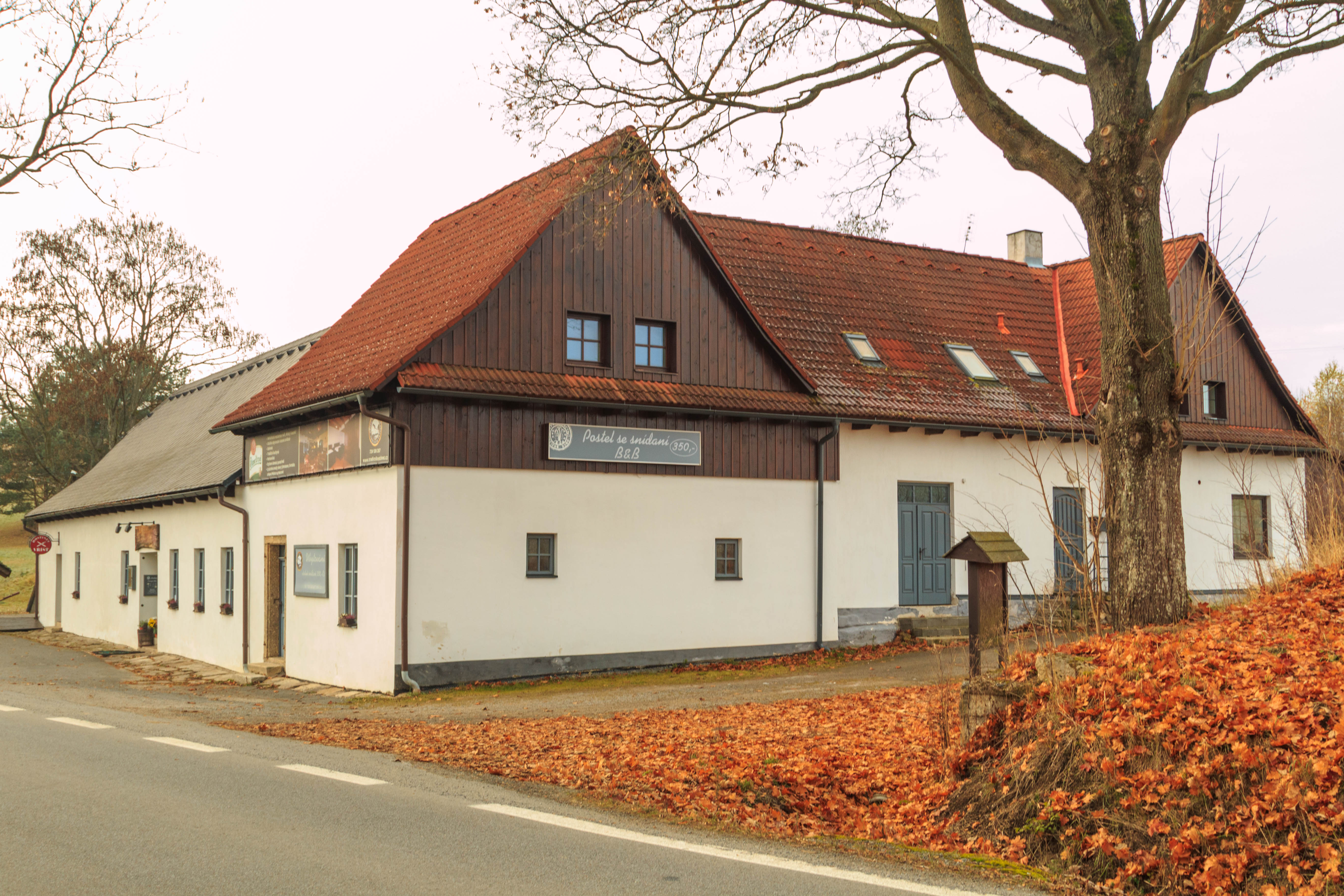
Vříšť - čp. 21
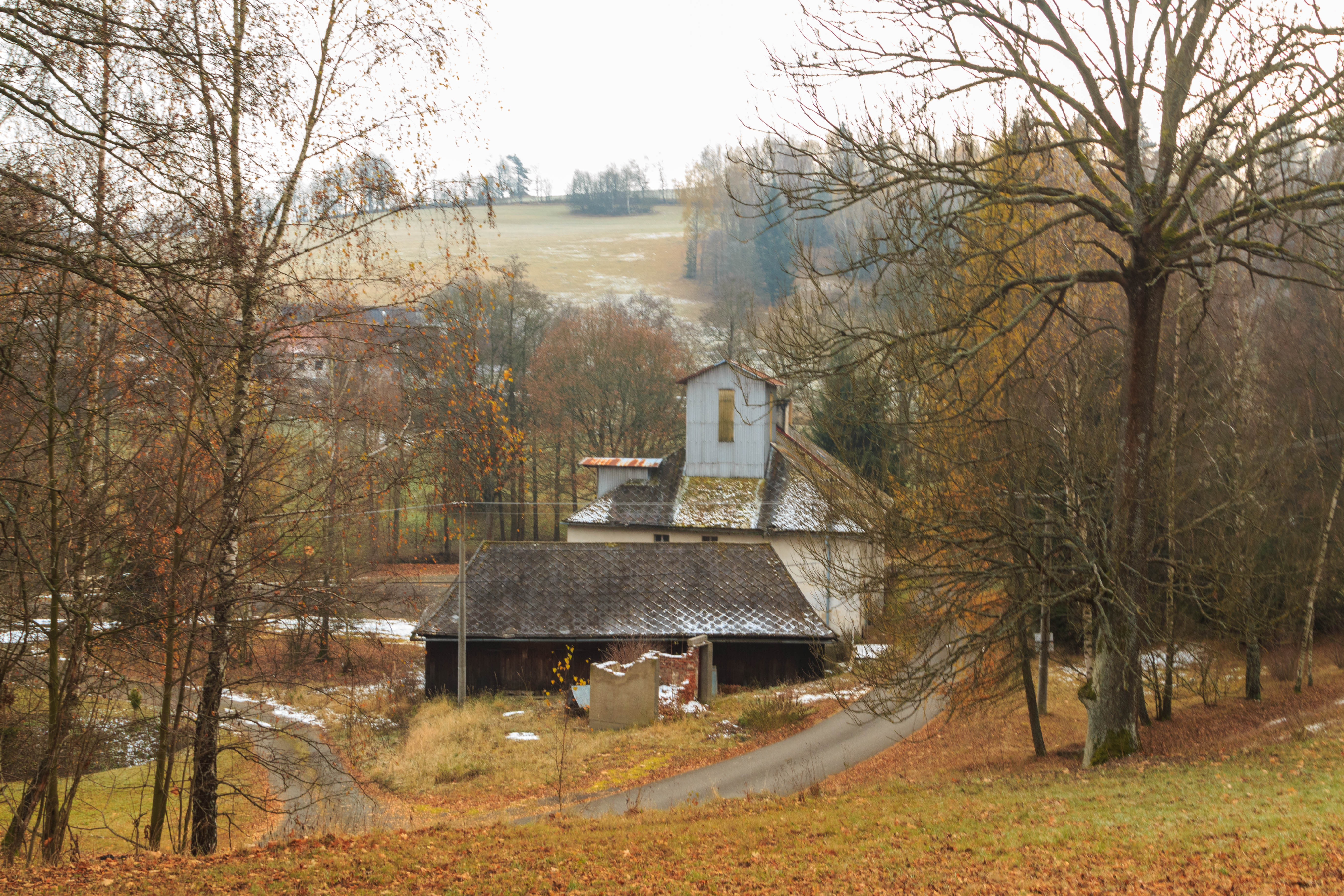
Vříšť - čp. 6